# Lista över länsvägar i Uppsala län
Detta är en lista över länsvägar i Uppsala län. 
Numren på de övriga länsvägarna (500 och uppåt) är unika per län, vilket innebär att vägar i olika län kan ha samma nummer. För att hålla isär dem sätts länsbokstaven framför numret.

## Primära länsvägar 100–499
| Väg    | Sträckning |
| ------ | --- |
| 254    | Albäck (70) - Heby (72) |
| 254.01 | Förbindelseväg (70-254). |
| 255    | Stockholms läns gräns vid Lövstaholm -Skålsta (1043) -Vassunda (1042) - Edeby (1046) - Säby (1051,1039) - Rickebasta (1045) - Alsike k:a (1041) - Flottsund (602) - Kuggebro (601) - Uppsala Gnista (E4.10). |
| 263    | Litslena (55) - Ekolsund (541,581) - St. Kumla (582) - Varpsundet (545) - Ekbacken (555) - Stockholms läns gräns vid Värsta (-Sigtuna).                                                                      |
| 272    | Uppsala (55) - Åkerby (633, 629) - Jumkil (624) - Harbo (863,645) - Östervåla (858) - Kerstinbo (56) - Gävleborgs läns gräns.                                                                                |
| 273    | (Märsta-) Stockholms läns gräns vid Erikshamn - Åby (77) – Almunge (282) – Bärby (661) - Österedinge(661) – Tuna (663, 665) – Spånga (687, 288).                                                             |
| 282    | Kumla tlp 187 (E4 - Länna (1074, 659) - Almunge (1076, 273) - Knutby (1073, 1084, 675) - Stockholms läns gräns vid Vrå (-Edsbro).]                                                                           |
| 288    | Uppsala (E4/55 tlp nr 188) – Rasbo (661/673) – Spånga (273) – Alunda – Gimo (292) – Börstil (76). |
| 290    | Fullerö tlp 189 (E4) - Storvreta (696) – Vattholma (703) – Österbybruk (292) – Älglösa (710) – Mariebol (724) – Vigelsbo – Strömsbro (1129) – Vamsta (1126-1126) – Forsmark (76).                            |
| 291    | Mehedeby (E4) – Marma (771,771.01) – Stallmon (759) – Älvkarleby (76). |
| 292    | Söderfors (757,760,763) – Gubbo (E4) – Tierp tlp 193 (E4) -Tobo (727) - Örbyhus (709,716) - Österbybruk (290) - Gimo (288) - Harg (76) -Hamnen i Hargshamn.                                                  |

## 500–599
- C 500: Riksväg 55–Haga. Vägen är cirka 2 kilometer lång och omges i huvudsak av en allé.
- C 501: Riksväg 55–Enköpings-Näs kyrka. Vägen är cirka 500 meter lång.
- C 502: Svinnegarns källa (55)–Huseby säteri–Teda kyrka–Gryta skola (C 515).
- C 503: Svinnegarn (55)–Vela–Hummelsta (C 515).
- C 504: Vindsberga (C 515)–Tibble–Kil (C 510).
- C 506: Enköping (Enögla) (C 5510 [Västerleden])–Valla (C 507)–Sparrsätra (Nyby) (C 510).
- C 507: Valla (C 506)–Kävra (70).
- C 508 (Kungsgatan i Enköping): Storängen (55)–Tabastlund–Enköping (C 5504 [Ågatan]).
- C 509: Bredsdal (C 510)–Strömsberg–Vändersta (C 821)–Siggesta (C 822)–Södra Vad (C 823)–Mosta (70).
- C 510: Västmanlands länsgräns vid Bredsdal (U 692)–Breds kvarn (C 509)–Bred (C 511)–Kil (C 504)–Sparrsätra kyrka (C 511)–Nyby (C 506)–Lådö (70/C 561).
- C 511: Bred (C 510)–Breds kyrka–Hässelby–Sparrsätra kyrka (C 510).
- C 515: Västmanlands läns gräns vid Östanbro (U 693)–Gryta skola (C 502)-Hummelsta (C 503)-Vindsberga (C 504)-Enköping (55)
- C 542: Trafikplats Åsen i Bålsta (C 545/E 18)–Nyckelby (C 543)–Krägga.
- C 543: Ekilla (C 545)–Brunnsta–Nyckelby (C 542).
- C 544 (Kalmarleden och Centrumleden i Bålsta): Dyarna (C 545)–Kalmarleden–Kalmar kyrka (C 544.01)–Centrumleden–(C 545).
  - C 544.01: Länsväg C 544 (Kalmarleden)–Kalmar kyrka. Vägen är cirka 400 meter lång.
- C 545 (Stockholmsvägen och Enköpingsvägen i Bålsta): Stockholms länsgräns vid Kalmarsand (AB 840)–Dyarna (C 544/C 554)–Trafikplats Åsen i Bålsta (E 18/C 542)–Ekilla (C 543)–Varpsund (Pungpinan) (263).
- C 553: Ekbacken (C 555)–Häggeby kyrka–Viksjö (C 555).
- C 554 (Södra Bålstaleden i Bålsta): Dyarna (C 545)–Trafikplats Draget i Bålsta (E 18)–Stockholms länsgräns vid Draget (AB 912).
- C 555: Ekbacken (263/C 553)–Viksjö (C 553)–Skoklosters slott.
- C 557: Jädra (70)–Rekasta–Tjursåker–Back-Norrby–Grop-Norrby (C 561).
- C 558: Enköping (Fagerskogen) (70)–Lindgården (C 559)–Korsbacken (C 560)–Äs (C 561)–Lilla Härnevi (C 803)–Vånsjöbro (C 566/C 804)–Vånsjö (C 809)–Hyvlinge (C 808)–Torstuna kyrka (C 810/C 569)–Spånga (C 813)–Källinge (C 817)–Brunnsta (Österunda) (C 818/C 819)–Salinge–Vittinge (Björnlund) (72)
- C 559: Lindgården (Enköping) (C 558)–Härkeberga (C 563)
- C 560: Korsbacken (Enköping) (C 558)–Jädra–Långtora (C 561).
- C 561: Lådö (70/C 510)–Grop-Norrby (C 557)–Norrby bro (C 800)–Rotbrunna (C 801)–Äs (C 558)–Långtora (C 560/C 563/C 565/C 566).
- C 562: Skolsta (C 563)–Hallarby–Östersta (55).
- C 563: Skolsta (55/C 563)–Härkeberga (C 564/C 563.01/C 559)–Långtora (C 561/C 566).
  - C 563.01: C 563–Härkeberga kyrka. En cirka 150 meter lång bygata inom Härkeberga by.
- C 564: Härkeberga (C 563)–Vrå (C 566).
- C 565: Långtora (C 566)–Landsberga (C 568).
- C 566: Vånsjöbro (C 558)–Långtora (C 561/C 563/C 565)–Vrå (C 564)–Görlinge (C 568.01)–Håga (C 567)–Härvesta (55).
- C 567: Håga (C 566)–Fröslunda (C 568).
- C 568: Nysätra kyrka (C 569)–Biskopskulla kyrka–Landsberga (C 565)–Görlinge (C 568.01)–Fröslunda (C 567/C 568.02)–Örsundsbro centrum (55/C 583/C 569).
  - C 568.01: Länsväg C 568–Länsväg C 566. Cirka 300 meter lång.
  - C 568.02: Fröslunda (C 568)–Fröslunda kyrka. Cirka 100 meter lång.
- C 569: Torstuna kyrka (C 558)–Nysätra kyrka (C 570/C 568)–Mosta (C 571)–Örsundsbro (C 568)–Salnecke (C 589)–Trafikplats Eningböle (55).
- C 570: Nysätra kyrka (C 569)–Hammarby–Domta–Sonkarby (C 819).
- C 571: Mosta (C 569)–Åloppe–Ribbingebäck (C 575/C 819)–Järlåsa (72).
- C 572: Säva (55)–Focksta–Hagby kyrka–Myrtorp (C 575)–Vänge (72).
- C 574: Västergärde (55)–Skälsta (C 575).
- C 575: Ribbingebäck (C 571)–Helgesta (C 576)–Tibbleby (Skogs-Tibble) (C 575.01)–Myrtorp (C 572)–Skälsta (C 574)–Ramsta kyrka (C 575.02/55).
  - C 575.01: Länsväg C 575–Skogs-Tibble kyrka–Länsväg C 575. Cirka 300 meter lång.
  - C 575.02: Länsväg C 575–Ramsta kyrka. Cirka 100 meter lång.
- C 576: Helgesta (C 575)–Ålandsdal–Åland-Österby (72).
- C 577: Riksväg 72–Ålands kyrka. Cirka 100–200 meter lång.
- C 578: Kristineberg (55)–Läby-Västerby (72).
- C 579: Viggeby (263)–Husby (Husby-Sjutolft) (C 580). Cirka 600 meter lång.
- C 580: Djurby (55)–Husby (Husby-Sjutolft) (C 579)–Holms gård (C 581). Cirka sju kilometer lång.
- C 581: Ekolsunds slott (263)–Holms gård (C 580)–Hjälstaby (C 582). Cirka 4,5 kilometer lång.
- C 582: Lill-Kumla (Övergran) (263)–Bälsunda (C 585)–Hjälstaby (C 584/C 581/C 583)–Härvesta (55 söder om Örsundsbro). Cirka 14,5 kilometer lång.
- C 583: Hjälstaby (C 582)–Östersta bro (C 586)–Giresta kyrka (C 587)–Örsundsbro (C 568). Cirka 7,5 kilometer lång.
- C 584: Hjälstaby (C 582)–Älvlösa (C 586).
- C 585: Bälsunda (C 582)–Kulla kyrka (C 586)–Holms kyrka.
- C 586: Östersta bro (C 583)–Älvlösa (C 584/C 587)–Kulla kyrka (C 585).
- C 587: Giresta kyrka (C 583/C 587.01)–Bjelkesta–Fittja (C 587.02)–Älvlösa (C 586).
  - C 587.01: Länsväg C 587–Giresta kyrka.
  - C 587.02: Länsväg C 587–Fittja kyrka.
- C 589: Länsväg C 569 (nordost om Örsundsbro)–Salnecke slott–Gryta kyrka. Cirka 800 meter lång.
- C 590: Säva (55)–Ölsta–Lill-Tibble (C 591)–Ärnesta (C 592)–Ubby (C 594)–Tuna (C 592)–Högby (C 596).
- C 591: Böksta (C 593)–Balingsta (C 591.01)–Lill-Tibble (C 590)–Viks slott.
  - C 591.01: Länsväg C 591–Balingsta kyrka. Cirka 100 meter lång.
- C 592: Ärnesta (C 590)–Västeråkers kyrka–Dalby (C 592.01)–Tuna (C 590).
  - C 592.01: Länsväg C 592–Dalby kyrka inom Dalby. Cirka 100 meter lång.
- C 593: Säva (55)–Böksta (C 591)–Västergärde (55).
- C 594: Ramstalund (55)–Navestabro–Ubby (C 590).
- C 596: Skärfälten (55)–Högby (C 590)–Stabby (C 597)–Uppsala-Näs kyrka.
- C 597 (Lurbovägen i Uppsala): Stabby (C 596)–Lurbo bro (C 598).
- C 598 (Granebergsvägen, Vårdsätravägen och Kungsängsleden i Uppsala): Flottsund (C 602)–Vårdsätra–Lurbo bro (C 597)–Valsätra (C 599/C 5000)–Ulleråker (Grindstugan) (C 602)–Sofielund (Kungsgatan).
- C 599 (Hugo Alfvéns väg och Rosenvägen i Uppsala): Valsätra (C 598)–Sunnersta (C 602).

## 600–699
- C 600: Uppsala (55)–Mehedeby (291).
- C 601: Kuggebro (255)–Uppsala (Sofielund) (Kungsgatan).
- C 602 (Dag Hammarskjölds väg, Övre Slottsgatan, Sankt Olofsgatan, Kyrkogårdsgatan och Börjegatan i Uppsala): Flottsund (255/C 648)–C 598–C 599–C 5006–C 5008–C 5000–C 5016–C 5018–C 5003–C 5020–C 5024–Trafikplats Husbyborg (55).
- C 603: Uppsala (C 653)–Skäve (288)
- C 620: Järlåsa (72)–Järlåsa kyrka (C 621)–Östfora (C 623).
- C 621: Kölva (72 nära Ålands kyrka)–Järlåsa kyrka (C 620)–Bredsjö–Björnlund (72 nära gamla länsgränsen). Vägen är krokig grusväg.
- C 622: Ängeby (C 629)–Jumkil (C 624).
- C 623: Heby (Hedåsen) (C 895)–Häggebo (C 858)–Molnebo (C 860)–Vansjö–Siggefora–Östfora (C 620)–Pålsbo (272).
- C 624: Vänge (Salavägen)–Karbo (C 628)–Jumkil (C 622)–Vallhov (272).
- C 626: Broby (272)–Gränby (C 628)–Läby Österby (72).
- C 628: Karbo (C 624)–Börje kyrka (C 629)–Gränby (C 626)–Husbyborg (272/55).
- C 629: Börje kyrka (C 628)–Ängeby (C 622)–Åkerby kyrka (272).
- C 630: Broby (272)–Ulva (C 631).
- C 631: Ärna (C 600)–Ulva (C 630)–Forkarby (C 633)–Rörby (C 634)–Bälinge–Åloppe (C 636)–Bandarbo (C 638)–Grellsbo (C 637)–Oxsätra (C 642/C 644)–Åkerlänna (C 634)–Berg (C 643)–Överbo–Hällen (C 645).
- C 632: Nyåker (272)–Sundbro (C 633).
- C 633: Åkerby kyrka (272)–Sundbro (C 632)–Forkarby (C 631)–Svista (Marsta) (C 600).
- C 634: Rörby (Bälinge) (C 631)–Ekeby (C 635)–Skuttungeby (C 639/C 640)–Broddbo (C 644)–Åkerlänna (C 631).
- C 635: Lövstalöt (Lövsta) (C 600)–Bälinge (Ekeby) (C 634).
- C 636: Agersta (272)–Åloppe (C 631).
- C 638: Bandarbo (C 631)–Svarvarbo (C 644). Grusväg.
- C 639: Skuttungeby (C 634)–Högsta (C 600).
- C 640: Björklinge–Snugga Bro (C 645)–Häggeby (C 641)–Skuttunge kyrka–Skuttungeby (C 634).
- C 641: Björklinge kyrka (C 645)–Nyby såg–Häggeby (C 640). Vägen är cirka 1 km lång och passerar Björklingeån vid Nyby såg.
- C 642: Granlunda (C 643)–Oxsätra (C 631).
- C 643: Granlunda (272/C 642)–Västerbo–Berg (C 631).
- C 644: Brunnby (C 645)–Villsåker–Broddbo (C 634)–Svarvarbo (C 638)–Oxsätra (C 631).
- C 645: Björklinge kyrka (C 600)–Snugga bro (C 640)–Brunnby (C 644)–Forsby (C 646)–Nolmyra (C 647)–Hällen (C 631)–Harbo (272).
- C 646: Forsby (C 645)–Närlinge–Täbo (C 600).
- C 647: Nolmyra (C 645)–Lockelsbo–Finntorp (C 600), cirka 3 km söder om Månkarbo.
- C 661: Gåvsta (288)–gemensam sträcka med 273 vid Österedinge–Faringe (C 667)–Bladåker (C 675)–Pettbol (C 1114)–Stockholms läns gräns (AB 1113 mot Hallstavik).
- C 676: Kungsgården (C 693)–Vittulsberg–Skälby (288)
- C 693: Gamla Uppsala (C 694)–Kungsgården (C 676)–Trafikplats Fullerö (E4/290). Vägen var del av länsväg 290 innan den nya E4-motorvägen invigdes 21 december 2006.
- C 694 (Ärnavägen och Disavägen i Uppsala): Ärna gård (C 600)–Disagården (C 694.01)–Gamla Uppsala (C 693). Trafikverket är väghållare från väg C 600 till väg C 694.01. Därifrån fram till väg C 693 är Uppsala kommun väghållare. Vägen är belagd och upp till 6,5 meter bred. Trafiken på den smala vägen kan vara hög under turistsäsong. Vägverket uppger en årsdygnstrafik (ÅDT total) på 1899 fordon/dygn.[källa behövs]
  - C 694.01: (Disavägen i Uppsala) Disagården (C 694)–Gamla Uppsala kyrka. Disavägen fortsätter ned mot Groaplan där den åter ansluter till länsväg C 694, men på den delen råder förbud mot motortrafik.
- C 695: Svista (C 600)–Kolje (C 698)–Östa (290).
- C 696 (Fullerövägen, Kilsgärdesvägen och Ängebyvägen i Storvreta): Trekanten (290)–Storvreta (C 699)–Ängeby (C 678)–Grindtorp (290).
- C 698: Kolje (C 695)–Ärentuna kyrka–Fjuckby (C 699)–Juvansbo (C 700).
- C 699: Fjuckby (Nylunda vägskäl) (C 698)–Kyrsta–Gränby (290)–Storvreta (C 696).

## 700–799
- C 700: Björklinge (C 600)–Sandbro (C 765)–Juvansbo (C 698)–Flotä (E4, trafikplats 190)–Järsta (C 701)–Altomta (C 702)–Kunsta (Vattholma) (C 703). Delen mellan Björklinge och E4 invigdes den 21 december 2006 i samband med att motorvägsdelen Uppsala–Björklinge öppnades. Vägen ansluter till länsväg C 600 vid en cirkulationsplats strax söder om Björklinge samhälle. Tidigare gick väg 700 genom Björklinge samhälle från kyrkan via Kyrkskolan–Sandviksbadet till Sandbro.
- C 701: Järsta (C 700)–Råstaberg–Brogård (Tensta) (C 704)–Vansta (C 766)–Vikstaby (C 706/C 707)–Fagerdal (C 708)–Öster-Ekeby (C 711)
- C 702: Altomta (C 700)–Tensta kyrka (C 704).
- C 703: Ekeby (290)–Vattholma–Kunsta (C 700)–Lena kyrka–Bondkroken (290). Gamla länsväg 290 som före 1970-talet gick genom Vattholma samhälle.
- C 704: Brogård (C 701)–Tensta kyrka (C 702)–Salsta slott (290).
- C 705 (Sätunavägen i Björklinge): Björklinge centrum (C 600)–Sätuna (C 706). Närmast Sätuna herrgård går vägen genom en mäktig allé.
- C 706: Backbo (C 600)–Sätuna (C 705/C 766)–Vikstaby (C 701).
- C 707: Vikstaby (C 701)–Myrby–Skyttorp–Gullkällan (290).
- C 708: Älby (C 714)–Alberga–Fagerdal (Viksta) (C 701).

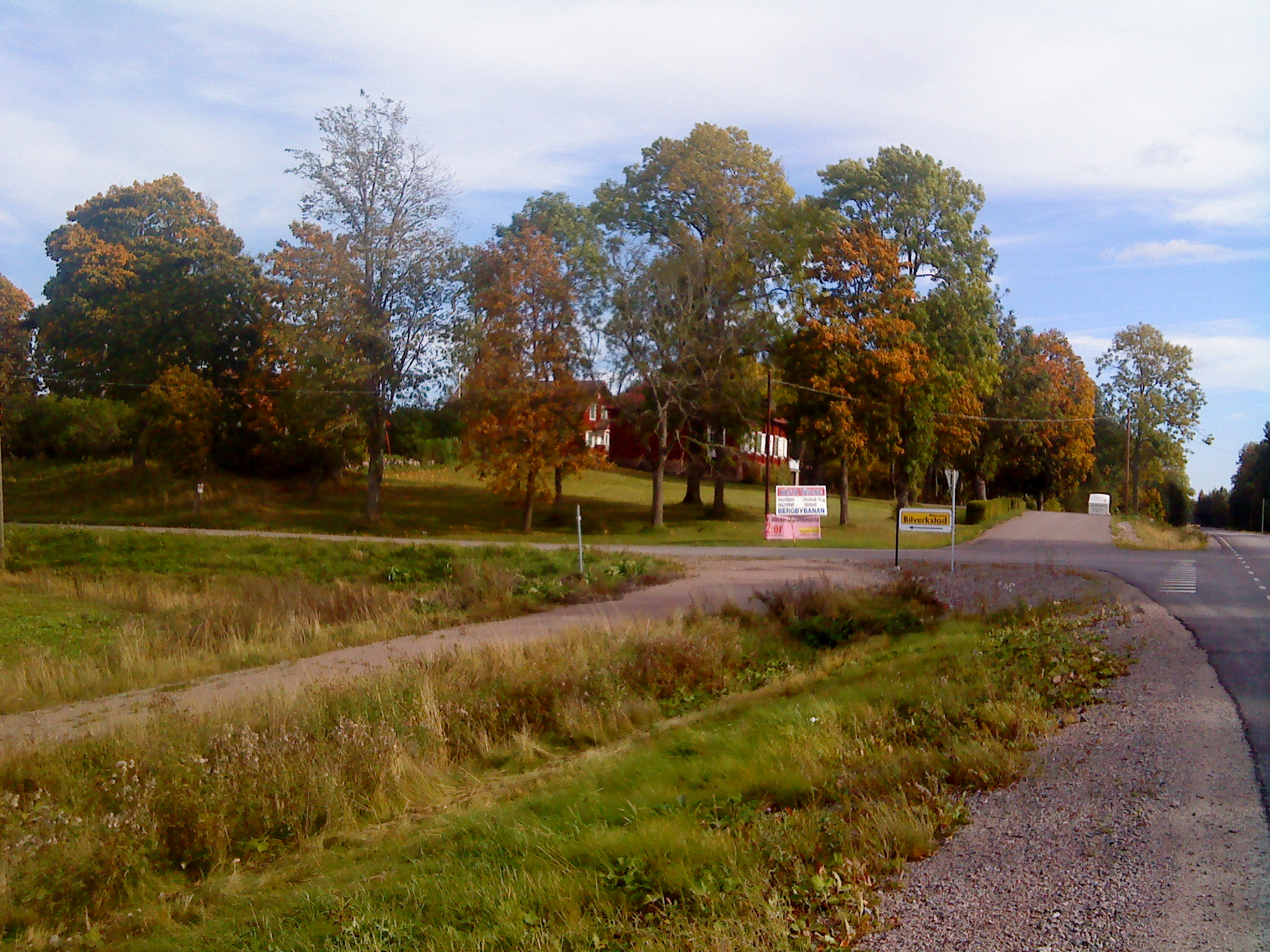
Korsningen C 714 (från höger)/C 709 vid Bergby.

- C 709: Örbyhus (292/C 716)–Bergby (C 714)–E4 (trafikplats 191)–Karlsberg (Fallsboda) (C 712). Bergby–Karlsberg öppnades tillsammans med E4-motorvägen 17 oktober 2007. Sträckan Bergby–Läby, som dessförinnan tillhörde länsväg C 709, överfördes till länsväg C 714.
- C 710: Älglösa (290)–Andersbo (C 724)–Gräsbo–Lövstabruk (Skärsätra) (76). Länsväg C 710 utgjorde före 1985 den nordligaste delen av länsväg 290, vilken då ändrades för att leda mot Forsmark.
- C 711: Gryttby (C 714)–Väster-Ekeby (C 712)–Öster-Ekeby (C 701)–Romstarbo–Uddnäs–Knypplan (Tomta) (C 715)–Dannemora kyrka–Gryttjom (292). Vägen går öster om Vendelsjön och anses som en extra naturskön vägsträcka[källa behövs]. Mellan Romstarbo och Knypplan är vägen grusväg.
- C 712: Väster-Ekeby (C 711)–Husby (C 714)–Mälbo–Karlsberg (Fallsboda) (C 709)–Vendelsvarv (C 600).
- C 713: Hovgårdsberg (C 714/C 713.01)–Gåsbol (C 709)–Uggelbo–Trafikplats Månkarbo (E4)–Månkarbo (C 600).
  - C 713.01: Länsväg C 713–Länsväg C 714 i Hovgårdsberg. Cirka 200 meter lång.
- C 714: Läby (C 600)–Torkelsbo–Älby (C 708)–Gryttby (C 711)–Husby (C 712)–Vendels kyrka (C 714.02)–Hovgårdsberg (C 713)–Bergby (C 709)–Hurrbacken (C 725)–Österrike (292). Förlängd över tidigare länsväg C 709 Bergby–Läby 17 oktober 2007.
  - C 714.01 (Torkelsbovägen): C 714–C 600 genom Torkelsbo. Vägen är cirka 1 kilometer lång och är belagd med grus. I väster, i omedelbar anslutning till länsväg C 600, ligger in- och utfart till Vendels grustag–Torkelsbotäkten.
  - C 714.02: C 714–Vendels kyrka. Cirka 100 meter lång och belagd med grus.
- C 715: Knypplan (Tomta) (C 711)–Skatbo–Skinnarbo–Berg (292). En del av Vendelsjön runt-vägen.
- C 716 (Slottsvägen och Dannemoravägen i Örbyhus): Örbyhus (Libbarbo) (292/C 709)–Örbyhus centrum (C 719)–Upplanda (C 717). Slottsvägen är den södra infarten till Örbyhus från Vendelhållet.
- C 717: Berg (292/C 715)–Upplanda (C 716)–Gyllby (C 728)–Tegelsmora kyrka (C 717.01/C 726)–Prästarby (C 735)–Sixarby (C 733)–Esarby (C 734)–Hillebola (C 739)–Österlövsta kyrka (C 717.02/C 717.03)–Försäter (76).
  - C 717.01: C 717–Tegelsmora kyrka–C 717/C 726.
  - C 717.02: C 717–Österlövsta kyrka.
  - C 717.03: C 717–76 i Försäter.
- C 718: Dannemora (C 730)–Orrbacken (C 720)–Films kyrka (C 722)–Bro (Bro gård) (290). Närmast Dannemora heter vägen Storrymningsvägen. Mellan gruvan och Orrbacken heter den Norrnäsvägen.
- C 719 (Bruksvägen i Örbyhus): Österväga (292)–Örbyhus (C 732/C 716). Vägen är den västra infarten till Örbyhus från länsväg 292.
- C 720 (Filmvägen i Österbybruk): Österbybruk (290)–Grindvägen (C 720.01)–Orrbacken (C 718).
  - C 720.01 (Grindvägen i Österbybruk): Länsväg C 720–290 i Österbybruk. Cirka 100 meter lång.
- C 722: Films kyrka (C 718)–Bryttbyn. I Bryttbyn slutar allmän väg, men vägen fortsätter i form av enskild väg. Den allmänna vägen är cirka 2 kilometer lång.
- C 724: Mariebol (290)–Andersbo (C 710).
- C 725: Hurrbacken (C 714)–Botarbo.
- C 726 (Bruksgatan Tobo–Skala, Skalavägen Skala–Tegelsmora): Tobo (C 727)–Skala (C 733)–Tegelsmora kyrka (C 717).
- C 730 (Södernäsvägen): Gryttjom (292)–Dannemora (C 718)–Österbybruk (290).
- C 732 (Stationsvägen): Länsväg C 719–Örbyhus järnvägsstation. Cirka 300 meter lång.
- C 733: Skala (C 726)–Elgarbo–Sixarby (C 717).
- C 734: Esarby (C 717)–Göksby–Fillsarby (C 735).
- C 735: Prästarby (C 717)–Fillsarby (C 734)–Fälandbo–Ingstarbo–Lövstabruk (76). Från Ingstarbo går en enskild väg söderut till Risön, som är nordlig utgångspunkt för utflykter in i Florarna.
- C 736: Ingbo (292)–Ralbo (C 739)
- C 739: Hillebola (C 717)–Ralbo (C 736)–Strömsberg (C 740)
- C 740: Tierp (292)–förbifart Tierp–Tolfta (C 769)–Strömsberg (C 739)–Västland (C 770)–Skärplinge (76). Före den 17 oktober 2007 var vägens sydpunkt Torslunda vid nuvarande länsväg C 600, som då var E4. I och med att den nya E4-motorvägen öppnades detta datum kom länsväg C 740 att få sin södra punkt vid länsväg 292, strax norr om trafikplats Tierp på nya E4. Vägen mellan Torslunda och Tierp blev numrerad som länsväg C 742. Länsväg C 740 (inklusive nuvarande länsväg C 742) hette före 1985 länsväg 291.
- C 742: Torslunda (C 600)–Tierp (Svanby) (292).
- C 757: Söderfors (292)–Rosenlund (C 755)–Mehedeby (C 600)–Trafikplats Mehedeby (E4).
- C 758: Älvkarleby (C 759)–Älvkarleö–Trafikplats Hyttön (E4)–Hyttön
  - C 758.01: C 758–C 759 i Älvkarleby
- C 759: Stallmon (291)–Älvkarleby kraftverk (C 761)–Älvkarleby (C 758, C 758.01)–Mon (76)
- C 760 (Ingsåvägen): Gävleborgs länsgräns vid Ingsån (X 508)–Tallåsbacken (C 750)–Söderfors (292). Vägen byggdes 1850. Detta årtal finns inristat på en sten som ligger längs vägkanten ungefär i höjd med ortnamnsskylten "Söderfors".
- C 761 (Östanåvägen i Älvkarleby): Älvkarleby kraftverk (C 759)–Älvkarleby centrum (C 761.01)–Östanån (76).
  - C 761.01 (Brännmovägen i Älvkarleby): Älvkarleby centrum (C 761)–Riksväg 76.
- C 762: Östanå (76)–Gårdskär
- C 763: Gävleborgs länsgräns vid Bredforsen (Dalälven) (X 504)–Söderfors (292).
- C 765: Sandbro (C 700)–Lisselbo–Gröndal (C 766).
- C 766: Sätuna (C 706)–Gröndal (C 765)–Fasma–Vansta (C 701).
- C 769: Länsväg C 740–Tolfta kyrka–Länsväg C 740. Cirka 200 meter lång.
- C 770: Västland (C 740)–Valla (C 771)–Sandby (C 774.01)–Finnerånger (C 774)–Mellanbo (C 770.01)–Karlholm (76).
  - C 770.01: Mellanbo (C 770)–Nöttö (76). Cirka 500 m lång.
- C 771 (Västlandsvägen i Marma): Marma (291)–Sätra (C 774)–Valla (C 770).
  - C 771.01 (Båtsmansvägen): Länsväg 291–Länsväg C 771 genom Marma.
- C 772: Nöttö västra infarten (76)–Nöttö (C 772.01)–Karlholm (C 772.02)–Snatrabodarna (76). Vägen är den gamla riksvägen och har gatunamnen Nöttövägen, Karlitplan samt John Lundbergs väg.
  - C 772.01 (Mellanbovägen): Riksväg 76–Länsväg C 772 inom Nöttö. Cirka 100 meter lång.
  - C 772.02 (Västlandsvägen): Riksväg 76/Länsväg C 770–Länsväg C 772 inom Karlholm. Cirka 200 meter lång.
- C 773: Nysätra (C 774)–Kårbo–Källbo–Gröndal (Gröndal ligger inom Marma skjutfält).
- C 774: Sätra (C 771)–Nysätra (C 773)–Sandby (C 774.01)–Finnerånger (C 770).
  - C 774.01: Länsväg C 774–Länsväg C 770 inom Sandby. Cirka 400 m lång.
- C 787 (Östra vägen och Kyrkbyvägen): Skutskärs centrum (76)–Skutskärs kyrka–Länsväg C 790–Riksväg 76.
- C 788 Gävleborgs läns gräns (X 532)–Harnäs (76)
- C 789 Vavd (C 778)–Gudinge
- C 790 (Östra vägen och Hamnvägen i Skutskär): Länsväg C 787 (Kyrkbyvägen)–Svarthamn–Riksväg 76 (vid järnvägsviadukten).

## 800–899
- C 800: Norrby bro (C 561)–Danskebo (C 804).
- C 801: Rotbrunna (C 561)–Stora Härnevi (Härnevi kyrka) (C 803/C 804). Vägen är cirka 2 kilometer lång och korsas ungefär på mitten av Upplandsleden.
  - C 801.01: C 801–C 561 vid Rotbrunna
- C 803: Stora Härnevi (Härnevi kyrka) (C 804/C 801)–Lilla Härnevi (C 558). Vägen är knappt 2 kilometer lång.
- C 804: Skensta (Frösthult) (70)–Danskebo (C 800/C 807)–Stora Härnevi (C 803/C 801)–Vånsjöbro (C 558).
- C 806: Riksväg 70–Gästre–Länsväg C 810. Vägen är Gästres bygata.
- C 807: Marstallen (C 810)–Högstena–Danskebo (C 808/C 804).
- C 808: Danskebo (C 807)–Vånsjö (C 809)–Vånsjöåsen (C 558).
- C 809: Valsbrunna (C 810)–Vånsjö (C 808/C 558).
- C 810: Gästre (70/C 806)–Marstallen (C 807)–Hjältberga (C 812)–Valsbrunna (C 809)–Kungshusby–Korsbacken (C 816)–Torstuna kyrka (C 558).
- C 812: Hjältberga (C 810)–Högby (C 813).
- C 813: Albäck (254)–Fjärdhundra–Forsby (C 814)–Högby (C 812)–Holmsta (C 816)–Spånga (C 558).
- C 814: Forsby (C 813)–Göksbo (C 816)–Flosta (Ådalen) (254).
- C 815: Länsväg 254–Altuna kyrka. Cirka 500 meter lång.
- C 816: Kungshusby (C 810)–Holmsta (C 813)–Göksbo (C 814).
- C 817: Källinge (C 558)–Ytterkvarn (C 818).
- C 818: Brunnsta (C 558/C 819)–Ytterkvarn (C 817)–Skattmansö (C 831)–Sanda (C 835)–Vittinge kyrka–Säbyholm (C 832/C 817)–Grimle (72).

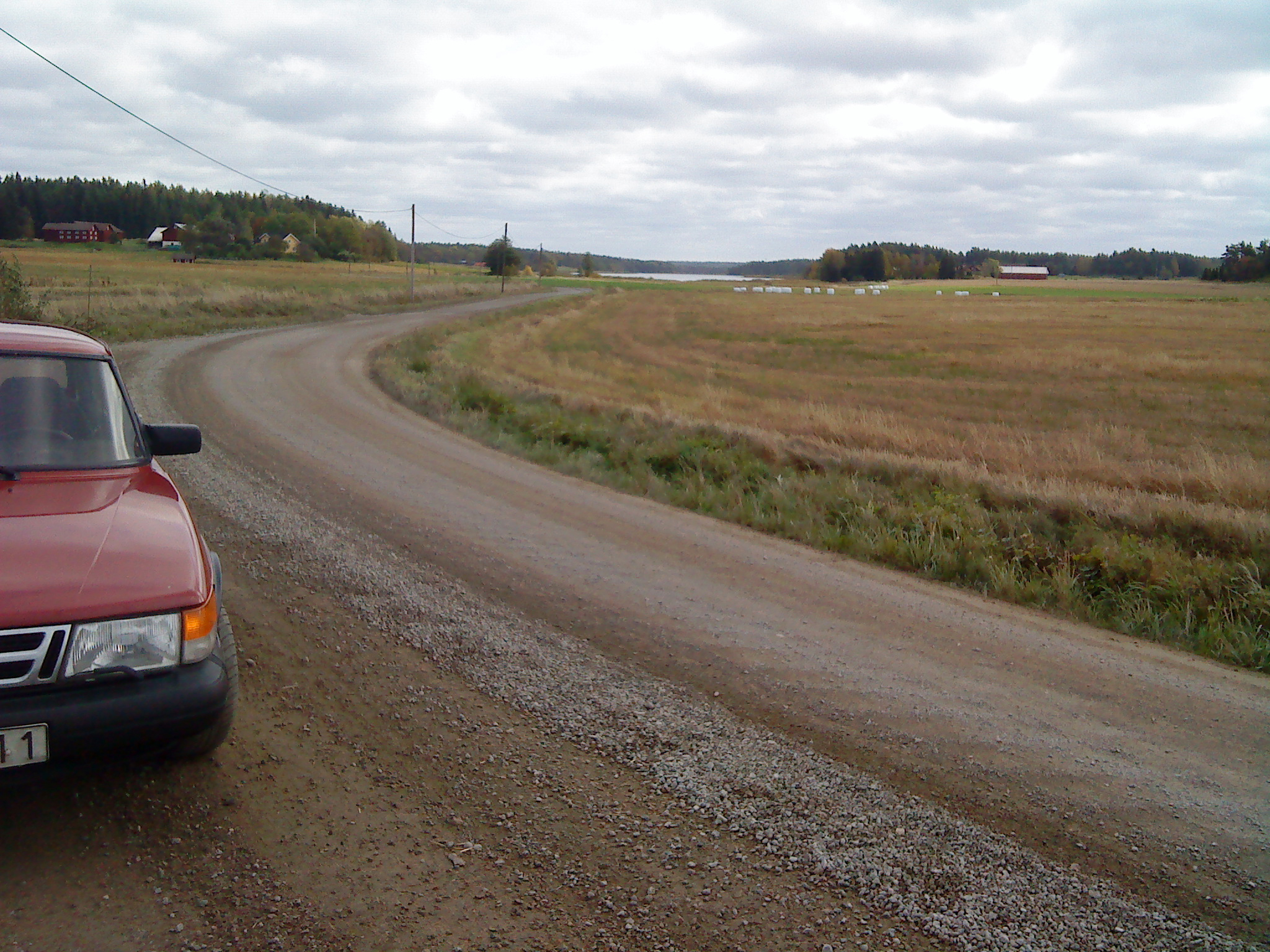
C 819 med Ryssjön och Mjölkebo i bakgrunden.

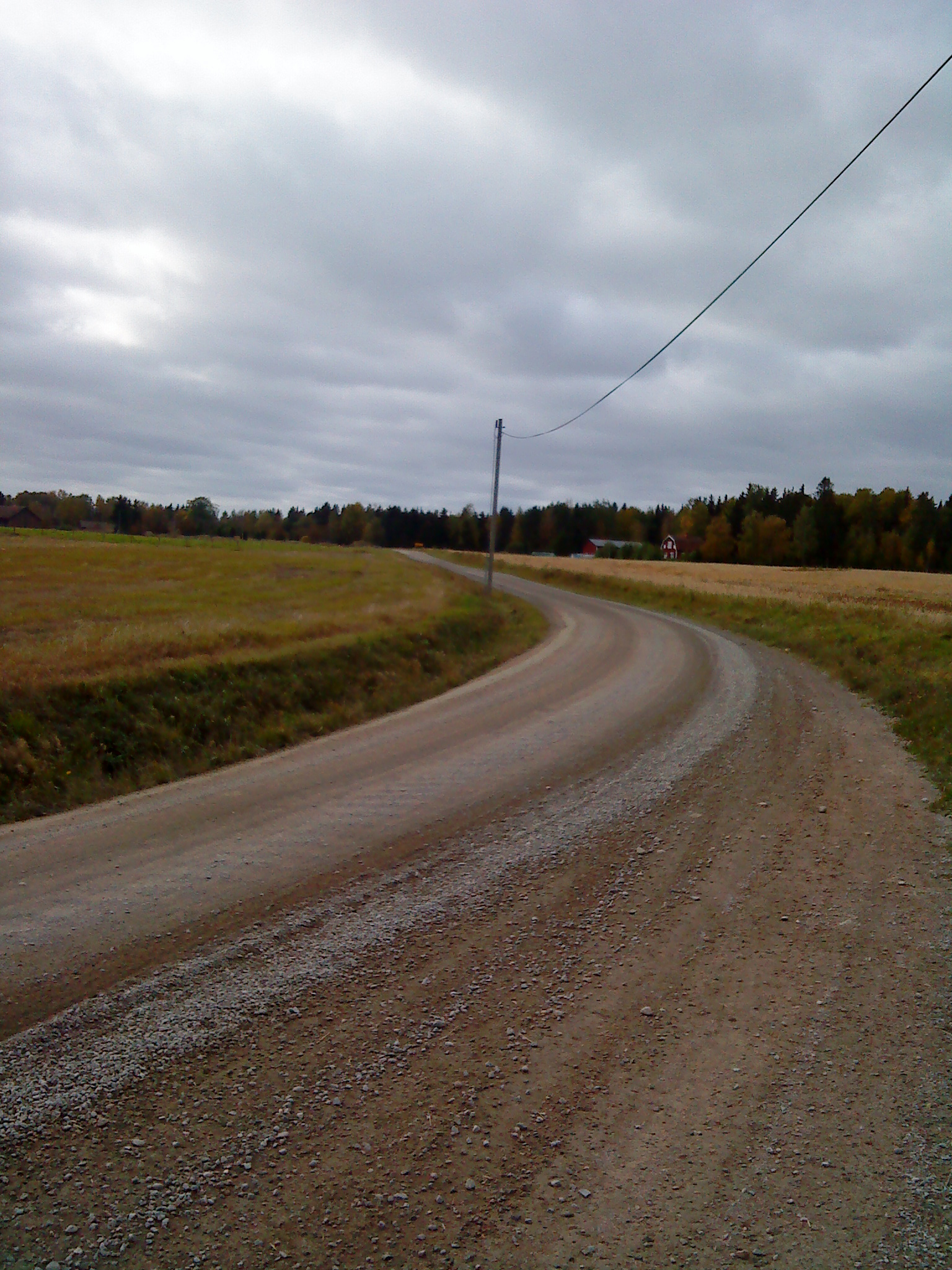
C 819 vid Ryssjö med Kälsta i bakgrunden.

- C 819: Ribbingebäck (C 571)–Mjölkebo–Sonkarby (C 570)–Brunnsta (C 558). Vägen är grusväg och har bärighetsklass BK2 mellan Ribbingebäck och Sonkarby.
- C 821: Vändersta (C 509)–Härvsta (C 822)–Måtteby (C 821.01)–Frösthults kyrka (70).
  - C 821.01: Måtteby (C 821)–Riksväg 70.
- C 822: Siggesta (C 509)–Härvsta (C 821).
- C 823: Södra Vad (C 509)–Karleby (C 824)–Heby gård (70)
- C 824: Riksväg 70–Karleby–Länsväg C 823. Cirka 350 meter lång.
- C 858: Heby (Norra Järnvägsgatan)–Heby (Brogatan) (C 895)–Häggebo (C 623)–Sillbo (C 862)–Huddunge–Rödjebro (C 863)–Siggberg (C 865)–Annedal (C 867)–Östervåla kyrka (272).
- C 860: Morgongåva (72)–Molnebo (C 623). Vägen byggdes på den banvall som blev kvar efter Molnebo-Morgongåfva Jernväg, vilken drevs 1872–1890. Spåret revs upp omkring 1898.
- C 895: Västmanlands läns gräns (U 841)–Fasenbo (C 894)–Arnebo (C 893)–Ulebo (56)–Heby (Hedåsen) (C 623)–Heby (C 858/72/254).

## 1000–1099
- C 1039 (Sigtunavägen): Stockholms länsgräns vid Skråmsta (AB 925)–Vassunda (C 1040/C 1042)–Edeby (C 1046)–Säby (255).
- C 1040 (Pilsbovägen): Stockholms länsgräns vid Erikslund–Pilsbo (AB 920)–Örsand–Vassunda (C 1039).
- C 1041: Länsväg 255–Alsike kyrka
- C 1042: C 1039–Länsväg 255 vid Vassunda kyrka
- C 1043: Skålsta (255)–Skottsila (C 1044)–Knivsta kvarn (C 1045).
- C 1044: Stockholms läns gräns vid Långhammar (AB 900)–Skottsila (C 1043)
- C 1045: Stockholms länsgräns vid Rosenbacka (AB 898)–Knivsta kvarn (C 1043)–Knivsta kyrka (C 1045.01/C 1048)–Knivsta (C 1047/C 1054/C 1045.02/C 1046.01/C 1046)–Hagelstena (C 1051)–Rickebasta (255).
  - C 1045.01: Länsväg C 1045–Knivsta kyrka
  - C 1045.02: Länsväg C 1045–Knivsta järnvägsstation
- C 1060 (Östunavägen): Länsväg 255 vid Sundby söder om Uppsala - Mora stenar - Östuna kyrka - Riksväg 77 vid Spakbacken

## 1100–1199
- C 1100: Norrskedika (76)–Viksund (C 1119/C 1120)–Flyalund (C 1135)–Öregrund (C 1121/C 1184/C 1191). Genomfart genom Öregrund: Infartsvägen–Västergatan–Rådhusgatan (C 1184).